# Greve (općina)
Greve je općina u danskoj regiji Zeland.

## Zemljopis
Općina se nalazi u istočnom dijelu otoka Zelanda, prositire se na 60,18 km2.

## Stanovništvo
Prema podacima o broju stanovnika iz 2010. godine općina je imala 47.826 stanovnika, dok je prosječna gustoća naseljenosti 	794,72 stan/km2. Središte općine je grad Greve Strand.

### Veća naselja
| Veća naselja u općini |               |                    |
| Br.                   | Naselje       | Stanovnika (2010.) |
| 1                     | Greve Strand  | 40.762             |
| 2                     | Tune          | 5.051              |
| 3                     | Greve Landsby | 741                |
| 4                     | Kildebrønde   | 360                |

## Vanjske poveznice
- Službena stranica općine